# Velký Beranov
Obec Velký Beranov (německy Groß Beranau) se nachází v okrese Jihlava v Kraji Vysočina. Žije zde přibližně 1 300 obyvatel.
V roce 2019 získala obec ocenění v soutěži Vesnice Vysočiny 2019, konkrétně obdržela Diplom za rozvoj předškolního vzdělávání.

## Název
Název se vyvíjel od varianty Baranow (1318), Paranaw (1376), Parans (1413), Poranauer Brukhen (1558), Baranaw (1678), Gross Beranau a Welky Beranow (1846). Místní jméno vzniklo přidáním přivlastňovací přípony -ov k osobnímu jménu Baranov. Přívlastek velký byl připojen k odlišení od nedalekého Malého Beranova.

## Historie
První písemná zmínka o obci pochází z roku 1318, Jan Lucemburský v ní potvrdil Beranov jako královské léno Janu z Hradce. Za rok založení se však považuje rok 1221, protože tehdy páni z Hradce podle záznamů drželi osadu Beranov, Bradlo a Jeclov. Po smrti Jana z Hradce přešla vesnice jako léno Jindřichu z Lipé, následně se vystřídalo 17 majitelů. Rozkvět zažila vesnice v 13. a 14. století, v době těžby stříbra. Odhaduje se, že v dřevěných chalupách zde žilo okolo 200 horníků. V obci je k roku 1591 doložena existence tvrze, dodnes se však nedochovala.
Malý Beranov přitom historicky byl částí obce ležící u mostu u řeky, jako samostatná obec byl oddělen teprve v roce 1800. Od roku 1869 k Velkému Beranovu přísluší vesnice Bradlo a Jeclov.

## Přírodní poměry
Velký Beranov leží v okrese Jihlava v Kraji Vysočina. Nachází se 5 km západně od Vysokých Studnic, 6 km severovýchodně od Luk nad Jihlavou, 2 km severně od Bradla, 2 km severovýchodně od Malého Beranova a 7 km východně od Jihlavy. Geomorfologicky je oblast součástí Česko-moravské subprovincie, konkrétně Hornosázavské pahorkatiny a jejího podcelku Jihlavsko-sázavská brázda, v jejíž rámci spadá pod geomorfologický okrsek Beranovský práh. Průměrná nadmořská výška činí 524 metrů. Nejvyšší bod, Zmolíška (550 m n. m.), leží severozápadně od obce. Východně od obce pramení potok Loudilka. V místní částí Jeclov roste památný dub letní.

## Obyvatelstvo
Podle sčítání 1930 zde žilo v 143 domech 847 obyvatel. 846 obyvatel se hlásilo k československé národnosti a 1 k německé. Žilo zde 684 římských katolíků, 22 evangelíků, 128 příslušníků Církve československé husitské.
| Rok            | 1869 | 1880 | 1890 | 1900 | 1910 | 1921 | 1930 | 1950 | 1961 | 1970 | 1980 | 1991 | 2001 | 2011 |
| Počet obyvatel | 742  | 803  | 940  | 949  | 1067 | 1010 | 1034 | 707  | 820  | 746  | 866  | 1077 | 1192 | 1270 |

| Rok            | 1869 | 1880 | 1890 | 1900 | 1910 | 1921 | 1930 | 1950 | 1961 | 1970 | 1980 | 1991 | 2001 | 2011 |
| Počet obyvatel | 565  | 607  | 758  | 760  | 866  | 792  | 847  | 566  | 670  | 635  | 802  | 1019 | 1122 | 1164 |

## Obecní správa a politika

### Členění, členství ve sdruženích
Obec má tři místní části Bradlo, Jeclov a Velký Beranov, které leží na 3 stejnojmenných katastrálních územích a má šest základních sídelních jednotek – Bradlo, Jeclov a na katastrálním území „Velký Beranov“ Loudilka, Nové Domky, U dálnice a Velký Beranov. V letech 1869–1930 k obci patřil i Malý Beranov.
Velký Beranov je členem Svazku obcí mikroregionu Loucko a místní akční skupiny LEADER - Loucko.

### Zastupitelstvo a starosta
Obec má 15členné zastupitelstvo, v čele 5členné rady stojí starosta Jan Plevčík.
| Období    | Voliči | Účast v % | Mandáty | Výsledky                                                                             | Starosta     |
| --------- | ------ | --------- | ------- | ------------------------------------------------------------------------------------ | ------------ |
| 2002–2006 | 965    | 55,96     | 15      | 9 SNK I 6 KDU-ČSL                                                                    | Bohumil Kříž |
| 2006–2010 | 1030   | 57,18     | 15      | 8 SNK Velký Beranov 7 Zdravý a bezp. V.Beranov                                       | Miloš Musil  |
| 2010–2014 | 1050   | 57,05     | 15      | 9 SNK - Zdr. a bezp.Velký Ber. 6 SNK- Prosp. a klidný Vel. Ber.                      | Bohumil Kříž |
| 2014–2018 | 1052   | 49,62     | 15      | 6 SNK - Pr. a klidný V. Beranov 5 SNK - Zdravý a bez. V. Beranov 4 ROZUMNĚ A S CITEM | Jan Plevčík  |

### Znak a vlajka
Právo užívat znak a vlajku bylo obci uděleno rozhodnutím Poslanecké sněmovny Parlamentu České republiky dne 27. května 2008. Znak: V modrém štítě, pod červenou hlavou s otevřenou knihou, beraní hlava s krkem a zlatou zbrojí, vše stříbrné. Vlajka: List tvoří dva vodorovné pruhy, červený a modrý, v poměru 1 : 2. V červeném pruhu otevřená kniha, v modrém beraní hlava s krkem a žlutou zbrojí, vše bílé. Poměr šířky k délce listu je 2 : 3.

## Hospodářství a doprava
V obci sídlí firmy ENERGO Velký Beranov, s.r.o., Autodíly FREY s.r.o., Zemědělec, spol. s r.o., SIZAPO, spol. s r.o., VERTICAL INTERNATIONAL, s.r.o., SIZACOLOR s.r.o., VEBETEX s.r.o., Wood Home CZ s.r.o. a Zemědělské družstvo Velký Beranov. Ve Velkém Beranově se nachází pobočka České pošty, služebna Policie ČR - Dálniční oddělení a ordinaci zde má stomatolog.
Obcí prochází silnice II. třídy č. 353 do Jamného a č. 602 z Jihlavy do Měřína a místní komunikace III. třídy č. 3531. Dopravní obslužnost zajišťují dopravci ICOM transport, Dopravní podnik města Jihlavy, Tourbus, TRADO-BUS a ZDAR. Autobusy jezdí ve směrech Brno, Velké Meziříčí, Jihlava, Tábor, Písek, Strakonice, Velká Bíteš, Luka nad Jihlavou, Kamenice, Bítovčice, Vržanov, Měřín, Bransouze, Arnolec, Žďár nad Sázavou, Bohdalov, Věžnice, Jamné, Nadějov, Náměšť nad Oslavou a jihlavská MHD linka č. 765012.

## Školství, kultura a sport
Základní škola a mateřská škola Velký Beranov je příspěvková organizace zřizovaná obcí Velký Beranov. Mateřská škola má dvě třídy pro 50 dětí. Ve školním roce 2014/2015 navštěvovalo základní školu 197 dětí. Nachází se zde kulturní dům a knihovna.
Sbor dobrovolných hasičů Velký Beranov byl založen v roce 1888. Dále tu působí mysliveckého sdružení Chalupnické louky a Český svaz chovatelů. TJ Družstevník Velký Beranov hraje v sezoně 2014/2015 fotbalový okresní přebor v okrese Jihlava.

## Pamětihodnosti
Na návsi stával kostelík zasvěcený svatému Jáchymovi a Anně, vybudovaný v 17. století v dřevěné podobě Euchariem z Karstenu, v roce 1797 přestavěný jako zděná stavba. Ta však nevydržela dlouho, již v roce 1837 byla zbořena a na jejím místě vystavěna dnešní kaple. Dalšími památkami jsou pomník obětem druhé světové války, pamětní deska připomínající první základní školu ve vsi nebo kamenný most přes Henčovský potok.

## Rodáci
- Pavel Hron (1917–1992), komunistický politik